# زوراب أزمايباراشفيلي
زوراب أزمايباراشفيلي Zurab Azmaiparashvili (ولد في 16 مارس 1960) لاعب شطرنج جورجي.
- بلغ تصنيف إيلو خاصته 2637 نقطة في سبتمبر 2017 وفق الاتحاد الدولي للشطرنج فيدي.
- حصل على لقب أستاذ كبير عام 1988.
- عمل مع بطل العالم المتقاعد حالياً غاري كاسباروف.

## وصلات خارجية
- زوراب أزمايباراشفيلي على موقع الاتحاد الدولي للشطرنج (الإنجليزية)
- زوراب أزمايباراشفيلي على موقع مباريات الشطرنج (الإنجليزية)
- زوراب أزمايباراشفيلي على موقع 365Chess.com (الإنجليزية)
- زوراب أزمايباراشفيلي على موقع Chesstempo.com (الإنجليزية)
- زوراب أزمايباراشفيلي سجل أولمبياد الشطرنج على موقع OlimpBase.org (الإنجليزية)